# Arachidonato 12-lipossigenasi
La arachidonato 12-lipossigenasi è un enzima appartenente alla classe delle ossidoreduttasi, che catalizza la seguente reazione:
arachidonato + O2 ⇄ (5Z,8Z,10E,14Z)-(12S)-12-idroperossiicosa-5,8,10,14-tetraenoato
Il prodotto è rapidamente ridotto nel corrispondente composto 12S-idrossi.